# C/2012 CH17 (MOSS)
 C/2012 CH17 (MOSS) ist ein Komet, der im Jahr 2012 und 2013 nur mit starken optischen Hilfsmitteln sichtbar war.

## Entdeckung und Beobachtung
Die französische Amateurastronomin Claudine Rinner entdeckte am 7. Februar 2012 mit einem ferngesteuerten 50-cm-Teleskop der Morocco Oukaimeden Sky Survey (MOSS) in Marokko ein Objekt mit einer Helligkeit von etwa 18 mag. Nachträglich konnte festgestellt werden, dass das Objekt bereits am 2. Februar von der Catalina Sky Survey erfasst worden war. Es wurde zunächst als Asteroid klassifiziert und erhielt die für einen solchen Himmelskörper typische Benennung 2012 CH17. Nachdem es bis zum 13. Februar an verschiedenen Observatorien weiter beobachtet und seine kometarische Natur erkannt worden war, erhielt es am 14. Februar seine für einen Kometen ungewöhnliche endgültige Benennung. Der Komet war zum Zeitpunkt seiner Entdeckung noch 3,4 AE von der Sonne und 2,5 AE von der Erde entfernt.
Der Komet konnte zunächst während der folgenden Monate durchgehend beobachtet werden, die Angaben zu seiner Helligkeit streuten in einem weiten Bereich zwischen 19 mag und 15 mag, im Juli wurde sogar von einer Beobachtung bei 13 mag berichtet. Für Beobachter auf der Nordhalbkugel konnte der Komet zunächst in der zweiten Nachthälfte im Westen bis Nordwesten aufgefunden werden. Ab August verschlechterten sich die Beobachtungsbedingungen aber zusehends, da er bis zum Jahresende nur noch für kurze Zeit in der Abenddämmerung und sehr dicht über dem West- bis Südwesthorizont zu finden war. Daher erfolgten dann auch nach dem 27. August, also noch etwa einen Monat vor Durchlaufen des Perihels, keine weiteren Beobachtungen mehr. Der Komet schien verloren zu sein. Völlig unerwartet gelang dann am 10. Juni 2013 doch noch eine letzte Beobachtung bei 22 mag Helligkeit am Campocatino Austral Observatory in Chile.
Claudine Rinner erhielt 2013 zusammen mit sechs anderen Kometenentdeckern den Edgar Wilson Award.

## Wissenschaftliche Auswertung
Zwischen 2011 und 2020 wurden am Olmen Observatory in Belgien 119 Kometen photometrisch beobachtet, unter den langperiodischen auch vom 19. Februar bis 22. Juni 2012 der Komet MOSS. Die Aktivität des Kometen im Maß seiner Staubproduktion wurde dabei als „typisch“ wie für gut die Hälfte der langperiodischen Kometen gefunden.

## Umlaufbahn
Für den Kometen konnte aus 627 Beobachtungsdaten über einen Zeitraum von 1 ⅓ Jahren eine elliptische Umlaufbahn bestimmt werden, die um rund 28° gegen die Ekliptik geneigt ist. Die Bahn des Kometen steht damit leicht schräg gestellt zu den Bahnebenen der Planeten. Im sonnennächsten Punkt (Perihel), den der Komet am 28. September 2012 durchlaufen hat, war er etwa 193,9 Mio. km von der Sonne entfernt und befand sich etwas außerhalb des Bereichs der Umlaufbahn des Mars. Am 24. September 2012 war der Komet der Erde nicht näher gekommen als etwa 259,9 Mio. km (1,74 AE), aber am 7. November erfolgte eine Annäherung an den Mars bis auf etwa 50,1 Mio. km.
Etwa um den 15. November kam der Komet der Umlaufbahn des Mars sogar bis auf den geringen Abstand von etwa 14,4 Mio. km (0,096 AE) nahe, aber der Mars erreichte diese Stelle seiner Bahn erst drei Wochen danach um den 7. Dezember.
Nach den Bahnelementen, wie sie in der JPL Small-Body Database angegeben sind und die keine nicht-gravitativen Kräfte auf den Kometen berücksichtigen, hatte seine Bahn lange vor der Passage des inneren Sonnensystems noch eine Exzentrizität von etwa 0,99990, eine Große Halbachse von etwa 13.000 AE und eine Umlaufzeit in der Größenordnung von 1,5 Mio. Jahren. Durch die Anziehungskräfte der Planeten, insbesondere durch Annäherungen an Saturn am 7. Februar 2012 bis auf etwas über 7 ¾ AE, an Jupiter am 25. März 2013 bis auf 5 ⅔ AE und an Uranus im Dezember 2019 bis auf 11 ¼ AE, wurde seine Bahnexzentrizität auf 0,99964 und seine Große Halbachse auf etwa 3600 AE verringert, wodurch sich seine Umlaufzeit auf etwa 220.000 Jahre verkürzt. Die Aussagen zur zukünftigen Bahn sind aber als sehr unsicher zu betrachten, da sie im Wesentlichen nur auf Beobachtungen des Kometen vor seinem Periheldurchgang beruhen.
In einer Untersuchung aus dem Jahr 2020 konnte M. Królikowska unter Verwendung verschiedener Modelle mehrere Sätze von Bahnelementen für den Kometen bestimmen. Sie bevorzugt zur Beschreibung seiner Bahn ein nicht-gravitatives Modell (Modell „n4“) unter Verwendung von insgesamt 653 Beobachtungen, darunter auch die singuläre Beobachtung vom Juni 2013, wonach er sich ursprünglich auf einer elliptischen Bahn mit einer Exzentrizität von 0,99988 und einer Großen Halbachse von etwa 10.800 AE (Unsicherheit ±5 %) mit einer Umlaufzeit von etwa 1,1 Mio. Jahren bewegte. Für seine zukünftige Bahn konnte sie ebenfalls nur sehr unsichere Angaben machen, die keine definitiven Aussagen zulassen.